# Concesio
Concesio – miejscowość i gmina we Włoszech, w regionie Lombardia, w prowincji Brescia.
Według danych na rok 2004 gminę zamieszkuje 12 840 osób, 675,8 os./km².
W Concesio urodził się Giovanni Battista Enrico Antonio Maria Montini, późniejszy papież Paweł VI.